# Ophiomyia mallecensis
Ophiomyia mallecensis är en tvåvingeart som beskrevs av Spencer 1982. Ophiomyia mallecensis ingår i släktet Ophiomyia och familjen minerarflugor. Inga underarter finns listade i Catalogue of Life.